# Suillia collarti
Suillia collarti är en tvåvingeart som beskrevs av Timothy M. Cogan 1971. Suillia collarti ingår i släktet Suillia och familjen myllflugor. Inga underarter finns listade i Catalogue of Life.